# Hương phù sa
Hương phù sa là một bộ phim truyền hình được thực hiện bởi Hãng phim Truyền hình Thành phố Hồ Chí Minh, Đài Truyền hình Thành phố Hồ Chí Minh do Võ Tấn Bình làm biên kịch, đạo diễn. Phim phát sóng vào lúc 18h00 từ thứ 2 đến Chủ Nhật hàng tuần bắt đầu từ ngày 4 tháng 4 năm 2006 và kết thúc vào ngày 2 tháng 5 năm 2006 trên kênh HTV9.

## Nội dung
Hương phù sa xoay quanh câu chuyện về một gia đình truyền thống làm nghề đóng ghe xuồng miền Tây là xưởng Ba Rằn. Hoàng (Huỳnh Anh Tuấn) tuy là con trai của chủ xưởng nhưng anh lại không theo nghề truyền thống mà muốn lên Sài Gòn làm ăn. Do sức khỏe nên không thể tiếp tục làm việc, Út Nhỏ (Tăng Thanh Hà) – cô em gái của Hoàng đã phải thay cha gánh vác mọi việc làm ở xưởng và vực dậy được công việc làm ăn truyền thống của gia đình đang trên đà suy sụp. Trong khi đó, Hoàng đã tận dụng mọi thủ đoạn để có được chỗ đứng trên thương trường. Đột nhiên, lúc này công ty của anh lại bị phá sản, vì quá ham muốn lập nghiệp lần nữa, Hoàng đã bỏ về quê, định bán cả cơ ngơi của gia đình là xưởng đóng ghe xuồng mà em gái mình đã cố gắng gánh vác suốt bấy lâu nay...

## Diễn viên
- Tăng Thanh Hà trong vai Út Nhỏ[8]
- Kim Hiền trong vai Út Ráng[8]
- Trương Minh Quốc Thái trong vai Việt[8]
- Thành Đạt trong vai Năm Đô[8]
- Lý Thanh Thảo trong vai Hạnh[8]
- Huỳnh Anh Tuấn trong vai Hoàng[8]
- Minh Thư trong vai Quyên[8]
- Long Hải trong vai Ba Rằn[9]

Cùng một số diễn viên khác....

## Nhạc phim
- Hương phù sa

Sáng tác & Thể hiện: Nam Khánh
- Sóng Tình

Thể hiện: Mai Hậu

## Giải thưởng
| Năm  | Giải thưởng   | Hạng mục                               | (Người) đề cử         | Kết quả   | Tham khảo |
| ---- | ------------- | -------------------------------------- | --------------------- | --------- | --------- |
| 2006 | Giải Mai Vàng | Nam diễn viên truyền hình              | Trương Minh Quốc Thái | Đoạt giải | [ 10 ]    |
| 2007 | HTV Awards    | Nữ diễn viên chính được yêu thích nhất | Tăng Thanh Hà         | Đoạt giải | [ 11 ]    |